# Installer
Az Installer egy szkriptnyelv, melyet a Sylvan Technical Arts fejlesztett ki és a Commodore International adott ki 1992-ben AmigaOS 2.1-re. A szkriptnyelv alapját a Lisp programozási nyelv adja és a nevéből adódóan programok telepítésére használatos a Windows Installerhez hasonlóan.
Az utolsó hivatalos változat az Escom tulajdonában lévő Amiga Technologies által 1996 májusában kiadott V43.3 verzió. Azóta több, az eredeti Installerrel kompatibilis változat készült. Az egyik az InstallerNG, mely 2001-ben jelent meg az Amineten szabad szoftverként és a szerző állítása szerint 100%-os kompatibilitást nyújt a korábbi változatokkal. Ezzel együtt is, ez a változat egy teljesen az alapoktól újraírt telepítő szoftver. Egy másik - jelenleg is aktívan fejlesztett - kompatibilis újraimplementáció az InstallerLG, mely 2022-ben az 1.0.0 verziónál tart.
Példa a fejlesztői útmutatóból:
```
(
makedir
 
"T:fred"

	
(
prompt
 
"I will now create the directory \"T:Fred\""
)

	
(
help
 
@makedir-help
)

	
(
infos
)

	
(
confirm
)

)

```

Létezik alkalmazás a szkriptírás megkönnyítésére is InstallerGen néven.